# Maków (gemeente)
De gemeente Maków is een landgemeente in het Poolse woiwodschap Łódź, in powiat Skierniewicki.
De zetel van de gemeente is in Maków.
Op 30 juni 2004 telde de gemeente 5993 inwoners.

## Oppervlakte gegevens
In 2002 bedroeg de totale oppervlakte van gemeente Maków 82,97 km², waarvan:
- agrarisch gebied: 67%
- bossen: 25%

De gemeente beslaat 10,97% van de totale oppervlakte van de powiat.

## Demografie
Stand op 30 juni 2004:
| Omschrijving                   | Totaal | Totaal | Vrouwen | Vrouwen | Mannen | Mannen |
| ------------------------------ | ------ | ------ | ------- | ------- | ------ | ------ |
| eenheid                        | aantal | %      | aantal  | %       | aantal | %      |
| inwoners                       | 5993   | 100    | 3021    | 50,4    | 2972   | 49,6   |
| bevolkingsdichtheid (inw./km²) | 72,2   | 72,2   | 36,4    | 36,4    | 35,8   | 35,8   |

In 2002 bedroeg het gemiddelde inkomen per inwoner 1233,67 zł.

## Administratieve plaatsen (sołectwo)
Dąbrowice, Jacochów, Krężce, Maków, Maków-Kolonia, Pszczonów, Sielce (dorpen: Sielce Lewe en Sielce Prawe), Słomków, Święte (dorpen: Święte Laski en Święte Nowaki), Wola Makowska.

## Aangrenzende gemeenten
Godzianów, Lipce Reymontowskie, Łyszkowice, Skierniewice, Skierniewice